# Caodaísmo
Cao Dai ou caodaísmo (em vietnamita:  đạo Cao Đài, Chữ Hán: 道高臺; "Morada Alta", em língua vietnamita) é um novo movimento religioso monoteísta sincrético oficialmente estabelecido na cidade de Tây Ninh, no sul do Vietnã, em 1926. o nome da religião é Đại Đạo Tam Kỳ Phổ Độ ("A Grande Fé para a Terceira Redenção Universal").
O caodaísmo é uma religião monoteísta, mas ainda mantém muitas crenças folclóricas vietnamitas, como o culto aos ancestrais. Os adeptos se envolvem em práticas como oração, veneração dos ancestrais, não-violência e vegetarianismo com o objetivo de união com Deus e libertação do saṃsāra.
As estimativas do número de caodaístas no Vietnã variam; números do governo estimam 4,4 milhões de caodaístas afiliados à Santa Sé de Cao Đài Tây Ninh, com números subindo para 6 milhões se outros ramos forem adicionados. No entanto, as estimativas variam. As Nações Unidas encontraram cerca de 2,5 milhões de seguidores de Cao Dai no Vietnã em janeiro de 2015. Um número adicional de adeptos na casa das dezenas de milhares, principalmente vietnamitas étnicos, vivem na América do Norte, Camboja, Europa e Austrália como parte da diáspora Cao Dai.

## História
O fundador do Cao Dai foi o camponês Ngô Văn Chiêu. Aos sete anos foi viver com uma tia cuja condição económica era consideravelmente superior. Desde novo, Ngô Văn Chiêu mostrava-se interessado em religião, tendo estudado as tradições orientais do confucionismo e do taoísmo, bem como o espiritismo.
Em 1919 Ngô Văn Chiêu, que se tinha tornado funcionário do governo francês na Indochina, alegou ter recebido uma mensagem do Ser Supremo ("Duc Cao Dai") enquanto participava numa sessão mediúnica na qual procurava uma resposta para os problemas de saúde da sua mãe. Ele se tornaria o profeta do novo movimento religioso, cuja constituição oficial foi escrita em 7 de outubro de 1926. Exatamente nesse dia o Japão invadiu a Indochina. Assim, um exército constituído por membros do Cao Dai foi estabelecido, e após a guerra o movimento se tornou uma força que influenciou a vida política nacional. Quando o Vietnã se tornou um país comunista em 1975, o movimento foi reprimido pelas autoridades e em consequência surgiu uma diáspora de membros do movimento que levou a religião a outros locais do planeta.

## Características

### Principais crenças

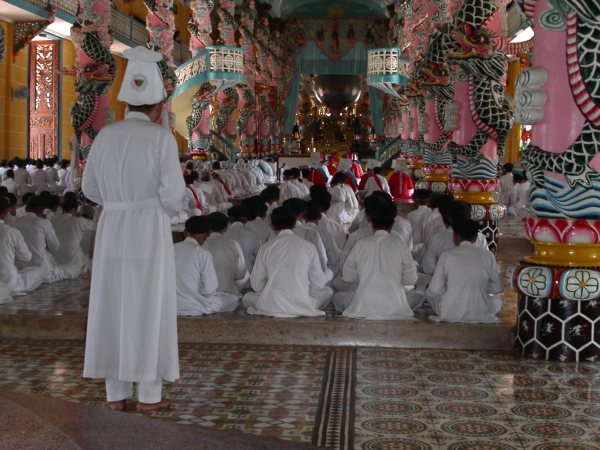
Cerimônia Cao Dai.

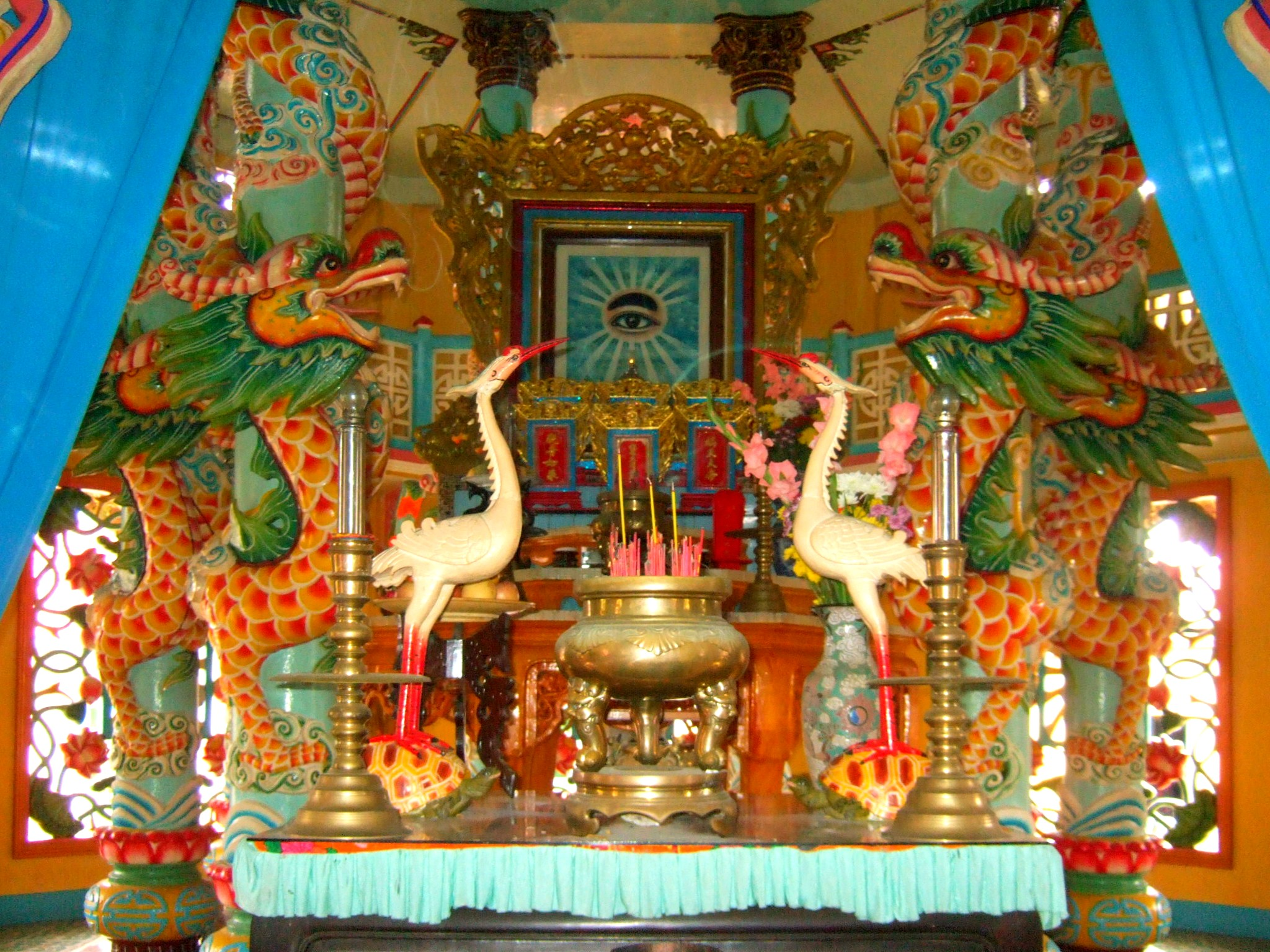
Foto de um típico altar Cao Dai.

A religião acredita na existência de um único Deus, a quem chama de "Cao Dai", que se considera ser o mesmo Deus adorado pelas outras religiões monoteístas. Este ser, que não possui gênero ou forma, é representado como um olho esquerdo inserido num triângulo, símbolo que pode ser visto em todos os templos da religião.
Deus era o único ser existente até Ele ter decidido criar o universo, os seres humanos, as plantas, os animais, etc. O processo de criação implicou a divisão de Deus e por isso o caodaísmo defende que todos os seres possuem uma parte de Deus neles próprios.
A história religiosa do mundo é dividida em três grandes períodos. O primeiro iniciou-se em 2500 a.C. quando Deus inspirou a fundação do judaísmo, do hinduísmo e da religião chinesa. Cerca de mil anos depois, iniciou-se o segundo período durante o qual surgiram o budismo, confucionismo, o cristianismo e o islamismo. Porém, as mensagens destas religiões foram corrompidas e elas não deram lugar ao nascimento de uma religião universal, entre outras razões, pelas dificuldades nos transportes e nas comunicações. Por esta razão, Deus iniciou um terceiro período de transmissão no qual surgiu o caodaísmo no qual o principal objetivo é reunir os principais ensinamentos destas religiões e ao mesmo tempo unir toda a humanidade na mesma religião. Enquanto que nas ocasiões anteriores Deus usou profetas para comunicar a sua mensagem, desta feita ele decidiu comunicar diretamente com os seres humanos através de sessões espíritas. Neste terceiro período Deus escolheu especificamente o sudeste da Ásia para divulgar a sua mensagem, por entender que ao longo dos tempos o povo desta região se mostrava aberto à religião.
O sincretismo deste movimento religioso pode ser percebido na fusão de elementos centrais do taoismo, confucionismo e budismo.
Os adeptos do Cao Dai acreditam na reencarnação e no karma. As ações positivas ou negativas de uma pessoa determinam as condições de vida futura. Uma pessoa cujas ações forem excessivamente negativas continuará a estar no ciclo das existências, e aqueles que tenham levado uma vida plena de boas ações poderão experimentar uma futura vida agradável ou poderão mesmo se libertar do ciclo de morte e renascimento.

### Práticas
O Cao Dai oferece duas formas de praticar a religião: a exotérica e a esotérica. A primeira forma é a mais seguida pelos adeptos e é praticada no contexto de uma vida de leigo. A via exotérica implica praticar o bem e evitar o mal, seguir os preceitos e virtudes confucionistas, seguir os cinco preceitos (não matar, não roubar, não cometer adultério, não tomar substâncias intoxicantes e não usar palavras agressivas) e levar uma alimentação vegetariana durante dez dias de um mês.
A via esotérica (conhecida como Chieu-Minh Vo Vi) é considerada a mais elevada das duas vias, mas é também é mais rigorosa e exigente. Nela é obrigatório seguir sempre uma alimentação vegetariana e praticar a meditação. Os padres do Cao Dai seguem esta via, na qual comprometem-se a seguir os quatro mandamentos.
As práticas religiosas devem ser realizadas diariamente, podendo ser realizadas nos lares ou nos templos. É recomendado que os adeptos do caodaísmo realizem quatro cerimônias ao longo do dia (às 6h da manhã, às 12h, às 20h e à 0h); porém o mínimo exigido é que a cerimônia seja realizada uma vez ao dia. O local central deste culto religioso é o altar, que deve ser posicionado no centro de uma casa ou templo. Perante o altar os crentes recitam orações e se sentam.

### Organização interna
A organização interna da religião assemelha-se em larga medida à da Igreja Católica Romana. A estrutura do movimento encontra-se definida no "Phap-Chanh-Truyen", que é a constituição escrita do movimento, alegadamente transmitida por mensageiros de Deus ao longo de uma série de sessões em que as pessoas entravam em transe e comunicavam com esses mensageiros. A religião possui padres, bispos, arcebispos, cardeais e um papa. As mulheres podem ser ordenadas na religião, porém não podem alcançar a posição de papa. Desde 1934 que esta posição não está ocupada.